# Shahin Nasirinia
Shahin Nasirinia, auch Shahin Nassiri Nia, (* 25. Februar 1976 in Schiras) ist ein ehemaliger iranischer Gewichtheber.

## Karriere
Nasirinia gewann in der Klasse bis 85 kg Gold bei den Asienspielen 1998, den Asienmeisterschaften 1999 und den Weltmeisterschaften 1999. 2000 nahm er an den Olympischen Spielen in Sydney teil, hatte aber keinen gültigen Versuch. Bei den Weltmeisterschaften 2001 war er Vierter im Reißen. 2004 wurde er bei den Asienmeisterschaften Dritter im Zweikampf und Zweiter im Stoßen in der Klasse bis 94 kg. Bei den Olympischen Spielen 2004 in Athen erreichte er den vierten Platz. 2006 wurde er wegen eines Dopingverstoßes bis 2008 gesperrt.